# 観音寺バスストップ
観音寺バスストップ（かんおんじバスストップ）は、香川県観音寺市の高松自動車道にある高速バス用バス停留所。
時刻表では、『高速観音寺』と表記されている。
場所は徳島県道・香川県道6号込野観音寺線との交差地点。

## 主な路線
- 高松〜松山線（坊っちゃんエクスプレス、特急便は停車しない）
- 高松〜高知線（黒潮エクスプレス）

## 運行会社
- JR四国バス（坊っちゃんエクスプレス、黒潮エクスプレス）
- 四国高速バス（坊っちゃんエクスプレス、黒潮エクスプレス）
- 伊予鉄バス（坊っちゃんエクスプレス）
- とさでん交通（黒潮エクスプレス）

## 隣
E11 高松自動車道
(4) さぬき豊中IC - 観音寺BS - (5) 大野原IC